# Глэддис, Том
Том Глэддис (англ. Tom Gladdis, род. 24 февраля 1991, остров Уайт) — британский автогонщик.

## Карьера

### Формула-БМВ
Дебют Глэддиса в кольцевых гонках состоялся в серии Формула-БМВ UK в 2007, после того как один из пилотов выбрал образование. Выступая за «Nexa Racing», Глэддис завершил сезон на четырнадцатом месте, в финальном сезоне перед объединением в Формулу-БМВ Европа, его лучшим результатом стало десятое место в Снеттертон. Глэддис также принял участие в Формуле-БМВ ADAC за команду Team Zinner в Хоккенхайме, набрав восемь очков, он обеспечил себе 32-е место в чемпионате, и шестнадцатое в зачёте новичков. Также он выступил в азиатской серии за команду Ao’s Racing Team, где его напарником был Себастьян Сааведра. В конце сезона, он принял участие в мировом Финале на трассе в Валенсии за команду Master Motorsport, финишировал 23-м.

### Стар Мазда
После тесто за команду Andersen Racing в конце 2007, Глэддис подписал контракт на выступление в чемпионате Стар Мазда в 2008. Глэддис завершил сезон шестым, установив три быстрейших круга, заработав две поул-позиции и победу на трассе Портленд. Он также финишировал вторым во второй гонке, и третьим на трассе Моспорт-Парк.

### Формула-2
В 2009, Глэддис перешёл в возрождённую серию ФИА Формула-2, и выступает под номером 24.

## Результаты выступлений

### Гоночная карьера
| Сезон | Серия                | Команда           | Гонки | Победы | Поулы | БК | Подиумы | Очки | Место |
| ----- | -------------------- | ----------------- | ----- | ------ | ----- | -- | ------- | ---- | ----- |
| 2007  | Формула-БМВ UK       | Nexa Racing       | 17    | 0      | 0     | 0  | 0       | 262  | 14    |
| 2007  | Формула-БМВ ADAC     | Team Zinner       | 2     | 0      | 0     | 0  | 0       | 8    | 32    |
| 2007  | Формула-БМВ Азия     | Ao’s Racing Team  | 4     | 0      | 0     | 0  | 0       | 0    | —†    |
| 2008  | Чемпионат Стар Мазда | Andersen Racing   | 10    | 2      | 1     | 3  | 3       | 334  | 6     |
| 2009  | ФИА Формула-2        | MotorSport Vision | 10    | 0      | 0     | 0  | 0       | 4    | 19    |

```
† — Глэддис не набирал очков.
```

### Результаты выступлений в Формуле-2
| Легенда к таблице |                                                                    |
| --- | ------------------------------------------------------------------ |
| В таблице перечислены результаты всех гонок, в которых принимал участие гонщик. Строками таблицы являются сезоны, столбцами — этапы соревнований. В каждой клетке указаны сокращённое название этапа и результат, дополнительно обозначенный цветом. Расшифровка обозначений и цветов представлена в нижеследующей таблице. |                                                                    |
| \| Пример \| Описание \| \| ------------ \| ------------------------------------------------------------------ \| \| 1 \| Победитель \| \| 2 \| Второе место \| \| 3 \| Третье место \| \| 5 \| Финишировал, заработав очки \| \| Сход \| Не финишировал, но при этом заработал очки \| \| 12 \| Финишировал, не получив очков \| \| НКЛ \| Финишировал, но не попал в финальную классификацию \| \| 15 \| Участвовал вне зачёта, либо по отдельной классификации \| \| 18 \| Не финишировал, но попал в финальную классификацию \| \| Сход \| Не финишировал \| \| НКВ \| Не прошёл квалификацию \| \| НПКВ \| Не прошёл предквалификацию \| \| ДСК \| Дисквалифицирован \| \| ИСК \| Исключён из протокола соревнований \| \| ТТ \| Заявлен для участия только в тренировках \| \| НС \| Участвовал в квалификации, но не стартовал в гонке \| \| Т \| Травмирован или болен \| \| ОТК \| Отказ от участия \| \| НТР \| Прибыл на соревнования, но на трассу не выезжал \| \| НПР \| Был заявлен в числе участников, но не прибыл к началу соревнований \| \| О \| Соревнования отменены \| \| \| Не участвовал \| \| Поул-позиция \| \| \| Быстрый круг \| \| |                                                                    |
| Пример | Описание                                                           |
| 1 | Победитель                                                         |
| 2 | Второе место                                                       |
| 3 | Третье место                                                       |
| 5 | Финишировал, заработав очки                                        |
| Сход | Не финишировал, но при этом заработал очки                         |
| 12 | Финишировал, не получив очков                                      |
| НКЛ | Финишировал, но не попал в финальную классификацию                 |
| 15 | Участвовал вне зачёта, либо по отдельной классификации             |
| 18 | Не финишировал, но попал в финальную классификацию                 |
| Сход | Не финишировал                                                     |
| НКВ | Не прошёл квалификацию                                             |
| НПКВ | Не прошёл предквалификацию                                         |
| ДСК | Дисквалифицирован                                                  |
| ИСК | Исключён из протокола соревнований                                 |
| ТТ | Заявлен для участия только в тренировках                           |
| НС | Участвовал в квалификации, но не стартовал в гонке                 |
| Т | Травмирован или болен                                              |
| ОТК | Отказ от участия                                                   |
| НТР | Прибыл на соревнования, но на трассу не выезжал                    |
| НПР | Был заявлен в числе участников, но не прибыл к началу соревнований |
| О | Соревнования отменены                                              |
| | Не участвовал                                                      |
| Поул-позиция |                                                                    |
| Быстрый круг |                                                                    |

| Год  | №  | 1        | 2        | 3       | 4        | 5       | 6          | 7        | 8        | 9        | 10         | 11    | 12    | 13    | 14    | 15    | 16    | Место | Очки |
| ---- | -- | -------- | -------- | ------- | -------- | ------- | ---------- | -------- | -------- | -------- | ---------- | ----- | ----- | ----- | ----- | ----- | ----- | ----- | ---- |
| 2009 | 24 | ВАЛ 1 19 | ВАЛ 2 18 | БРН 1 8 | БРН 2 10 | СПА 1 6 | СПА 2 Сход | БРХ 1 13 | БРХ 2 13 | ДОН 1 17 | ДОН 2 Сход | ОШЕ 1 | ОШЕ 2 | ИМО 1 | ИМО 2 | КАТ 1 | КАТ 2 | 19    | 4    |